# Yamagata (Yamagata)
Yamagata (jap. 山形市 Yamagata-shi, deutsch ‚[kreisfreie] Stadt Yamagata‘, englisch Yamagata City/City of Yamagata/Yamagata, Yamagata) ist eine Großstadt und Verwaltungssitz der japanischen Präfektur (-ken) Yamagata. Seit dem 1. April 2019 ist die Stadt Yamagata eine „Kernstadt“ mit ausgeweiteter Selbstverwaltung.

## Geographie
Yamagata liegt in einem weiten Becken, das sich im Frühling und Sommer schnell erhitzt und oft neblig und feucht ist. Im Osten in der Präfektur Miyagi an der Pazifikküste ist es stattdessen eher klarer und milder. Im Winter hingegen schneit es häufig im Becken, während die Pazifikküste weiterhin klar und schneefrei bleibt.
Der Mogami fließt von Süden nach Norden durch die Stadt. Das Ōu-Gebirge bildet heute die östliche Stadtgrenze.

## Angrenzende Städte und Gemeinden
- Präfektur Yamagata
  - Tendō
  - Kaminoyama
  - Higashine
  - Nan’yō
  - Yamanobe
  - Nakayama
- Präfektur Miyagi
  - Sendai
  - Kawasaki

## Geschichte

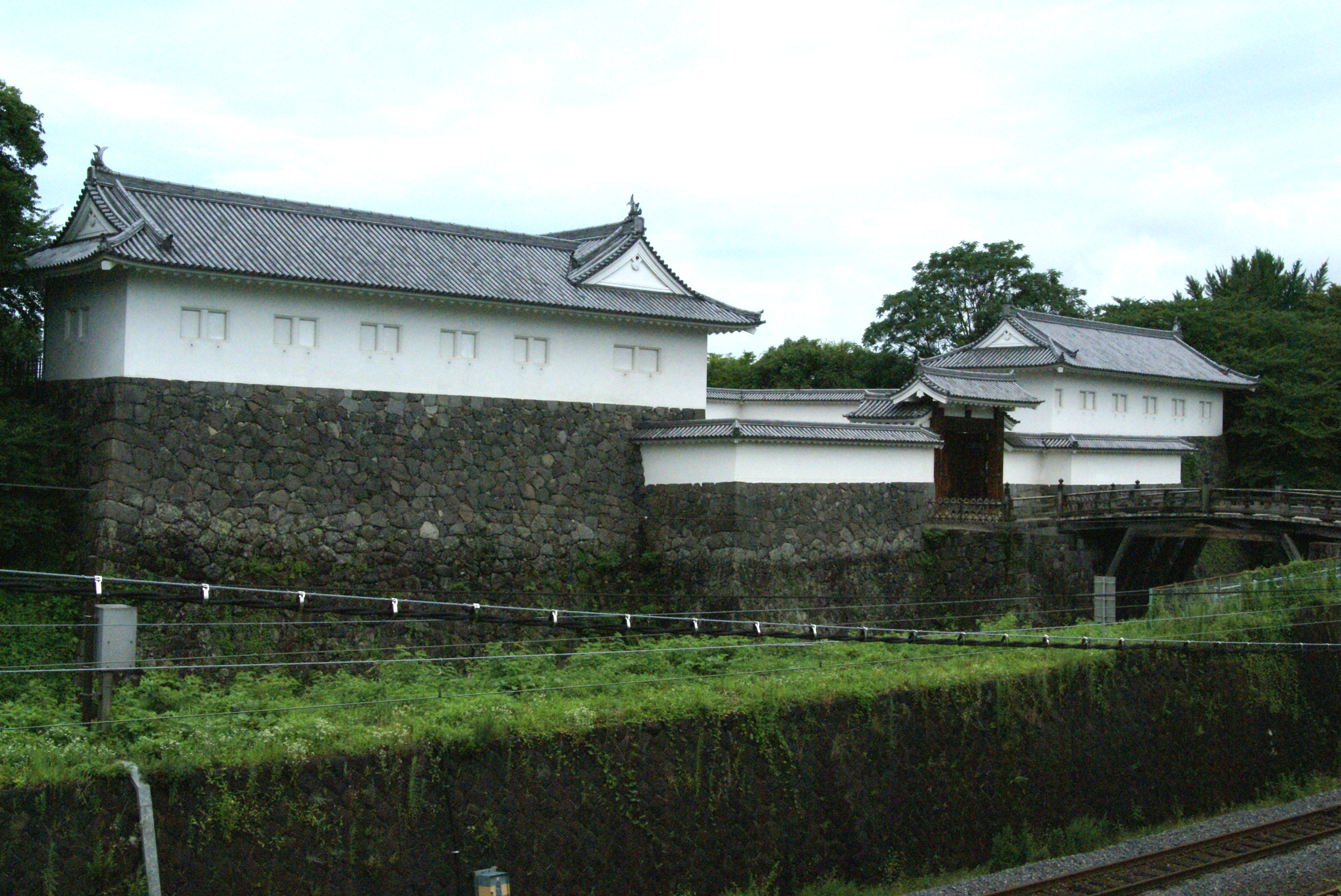
Burg Yamagata

Yamagata ist eine alte Burgstadt, die von den Mogami vor 1600 ausgebaut wurde. In der Edo-Zeit war sie Fürstensitz des Yamagata-han (Fürstentum/Daimyat/Großlehen Yamagata). Nach mehreren Familien residierte dort zuletzt ein Zweig der Mizuno mit einem nominellen Einkommen von 50.000 Koku, was zum Ende der Edo-Zeit durch Territorien in den Kreisen Murayama, Sakai und Azai erbracht wurde. Die Anlage als Burgstadt mit ihrem rechtwinkligen Straßensystem prägt bis heute das Stadtbild.

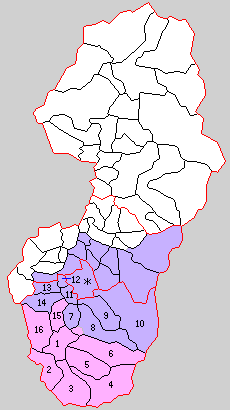
Gliederung der Kreise Nord-, Ost- und Süd-Murayama bei der Modernisierung der Gemeinden 1889; nummeriert: Gemeinden im Kreis Süd-Murayama 1889, *: die neue Yamagata-shi 1889, lila: deren heutiges Stadtgebiet

In der Meiji-Restauration entstand aus dem Han über mehrere Zwischenstationen die gleichnamige Ken (Präfektur), die durch die Präfekturfusionen der Meiji-Zeit auf praktisch die gesamte Provinz Uzen (+ein Landkreis von Ugo) ausgedehnt wurde. Die Stadt Yamagata, bis dahin Teil des Kreises Murayama bzw. ab 1878 Süd-Murayama von Uzen/Yamagata, wurde am 1. April 1889 als Yamagata-shi eine der ersten kreisfreien Städte Japans.
Durch Eingemeindungen vor allem in den 1950er Jahren dehnte sich die Stadt auf erhebliche Teile der früheren Kreise Ost- und Süd-Murayama aus.

## Verkehr
- Straßen:

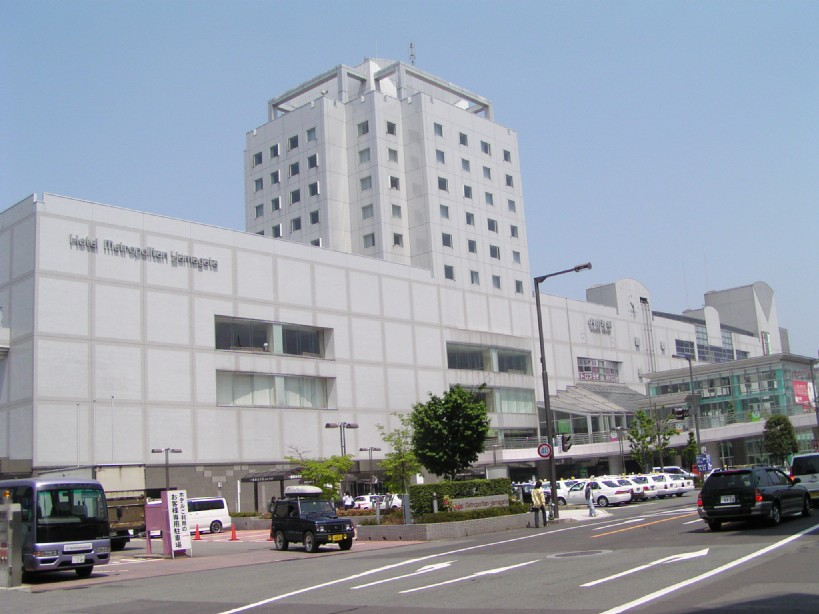
Bahnhof Yamagata

  - Tōhoku-Chūō-Autobahn: Abfahrt Yamagata-chūō und Yamagata-Kaminoyama
  - Yamagata-Autobahn: Abfahrt Yamagata-Zaō, Yamagata-kita und Sekizawa
  - Nationalstraße 13
  - Nationalstraße 48
  - Nationalstraßen 112, 286, 348 und 458
- Eisenbahn (JR East):
  - Yamagata-Shinkansen: Bahnhof Yamagata
  - Ōu-Hauptlinie: Bahnhöfe Zaō–Yamagata–Kita-Yamagata–Uzen-Chitose–Minami-Dewa–Urushiyama
  - Senzan-Linie: Bahnhöfe Omoshiroyama-Kōgen–Yamadera–Takase–Tateyama–Uzen-Chitose–Kita-Yamagata–Yamagata
  - Aterazawa-Linie: Bahnhöfe Yamagata–Kita-Yamagata–Higashikanai

## Sehenswürdigkeiten und Feste
Eine Herbsttradition ist imoni-kai (芋煮会, Süßkartoffelkochparty). Taro-Kartoffeln, dünn geschnittenes Fleisch und Gemüse werden an Picknick-Plätzen im Topf erhitzt. Beliebte Picknick-Plätze sind die Flussbänke des Mamigasaki. Einmal im Jahr spendiert die Stadtverwaltung einen Riesen-Imoni-Topf.
Im Zentrum der Stadt westlich des Bahnhofes befindet sich der Kajō Kōen (霞城公園), auf dem Grund der Burg Yamagata des Feudalherrschers Mogami Yoshiaki. Während ein Großteil des Parks aus Sportgelegenheiten und öffentlichen Gebäuden besteht, sind die wiederaufgebauten Mauern, das östliche Haupttor und der Burggraben beeindruckend. Der Park ist mit Kirschbäumen bepflanzt. Im Park befindet sich ein natur- und gesellschaftskundliches Museum. Unweit des Parks befindet sich das Yamagata Museum of Art mit japanischer und europäischer Kunst.
Das Hanagasa-Fest (花笠祭り hanagasa matsuri), das alljährlich im August abgehalten wird, ist eines der größten Feste in Tōhoku.
Alle zwei Jahre findet das Internationale Dokumentarfilmfestival von Yamagata statt.
Der berühmte Tempel Ryūshaku-ji (Yama-dera) liegt innerhalb der Stadt, 15 Zugminuten vom Zentrum.
In der Nähe der Stadt befindet sich das Wintersportgebiet Zaō, das berühmt für den Reif in den Bäumen ist.

## Bildung
In der Stadt befindet sich der Kojirakawa- und Iida-Campus der Universität Yamagata. Auf dem Kojirakawa-Campus befindet sich die Fakultät für Literatur und Sozialwissenschaften, die Fakultät für Wissenschaft und die Fakultät für Bildung, Kunst und Wissenschaft. Auf dem Iida-Campus befindet sich die Fakultät für Medizin mit der Krankenschwesterschule und dem Universitätskrankenhaus.
Daneben gibt es die Oberschule Yamagata der Nihon-Universität (japanisch 日本大学山形高等学校 Nihon Daigaku Yamagata Kōtōgakkō), eine Privatschule|private. Im August 2020 hatte die Schule 643 männliche und 369 weibliche Schüler.

## Sport
Yamagata ist die Heimat des Fußballvereins Montedio Yamagata aus der J. League, dessen Spiele im Yamagata PGA Park ausgetragen werden.

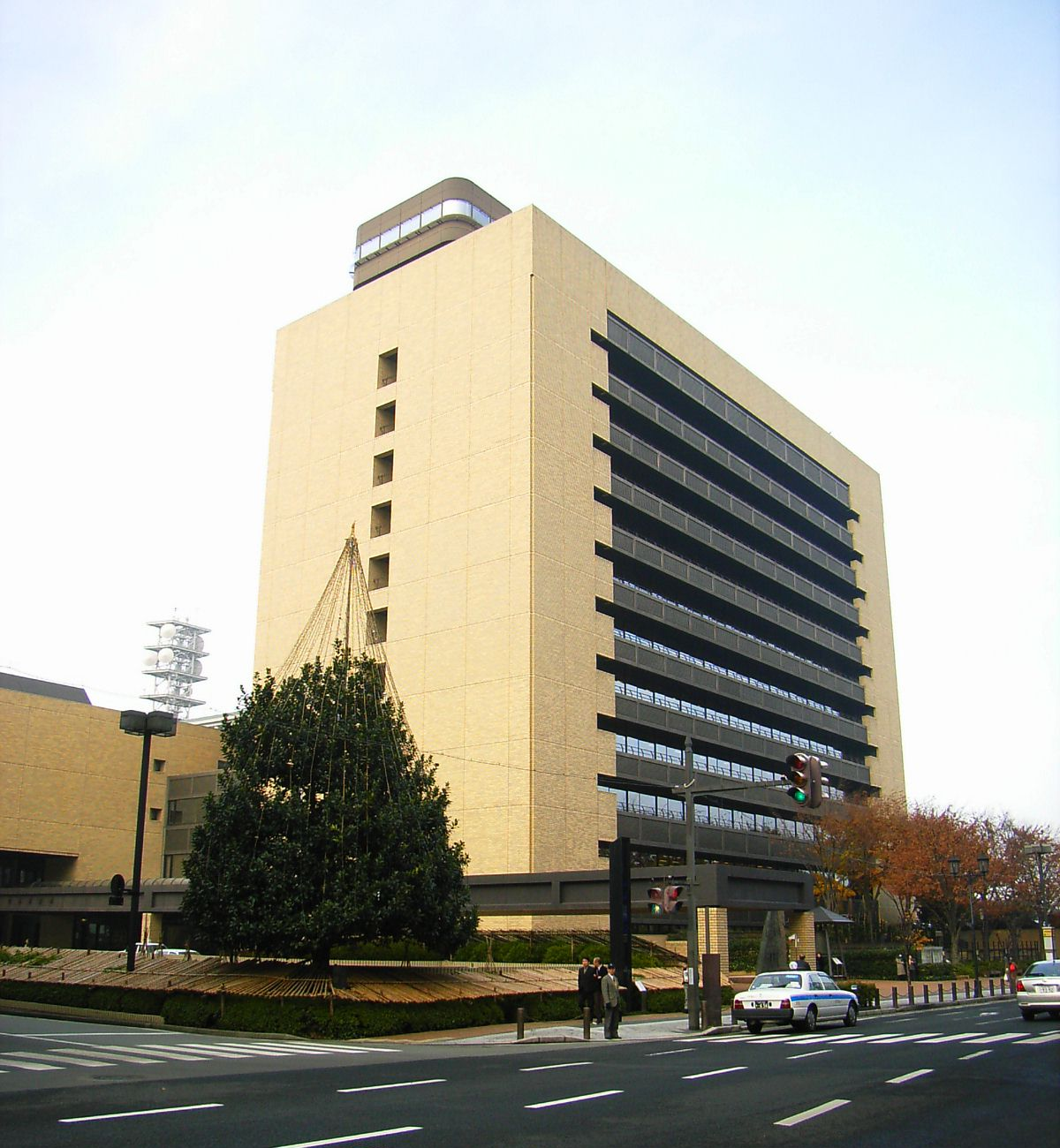
Rathaus von Yamagata

## Partnerstädte
- Kitzbühel, Österreich, seit 1963
- Swan Hill, Australien, seit 1980
- Jilin, Volksrepublik China, seit 1983
- Ulan-Ude, Russland, seit 1991
- Boulder, Vereinigte Staaten, seit 1994
- Chorramabad, Iran, seit 2009

## Söhne und Töchter der Stadt
- Kenjirō Azuma (1926–2016), Bildhauer
- Ishizaka Teruko (1926–2019), Immunologin
- Shōzō Sasahara (1929–2023), Ringer
- Shugyō Takahashi (1930–2024), Haiku-Dichter
- Michihiko Kano (1942–2021), Politiker (DPJ) und Abgeordneter des Shūgiin
- Eriko Watanabe (* 1955), Schauspielerin, Theaterleiterin und Dramatikerin
- Kiyoyuki Okuyama (* 1959), Designer
- Ito Ogawa (* 1973), Schriftstellerin, Liedtexterin und Übersetzerin
- Miyuki Takahashi (* 1978), Volleyballspielerin
- Yoshitaka Kuroda (* 1987), Automobilrennfahrer
- Yuta Kamiya (* 1997), Fußballspieler
- Shūga Arai (* 1999), Fußballspieler

## Weblinks

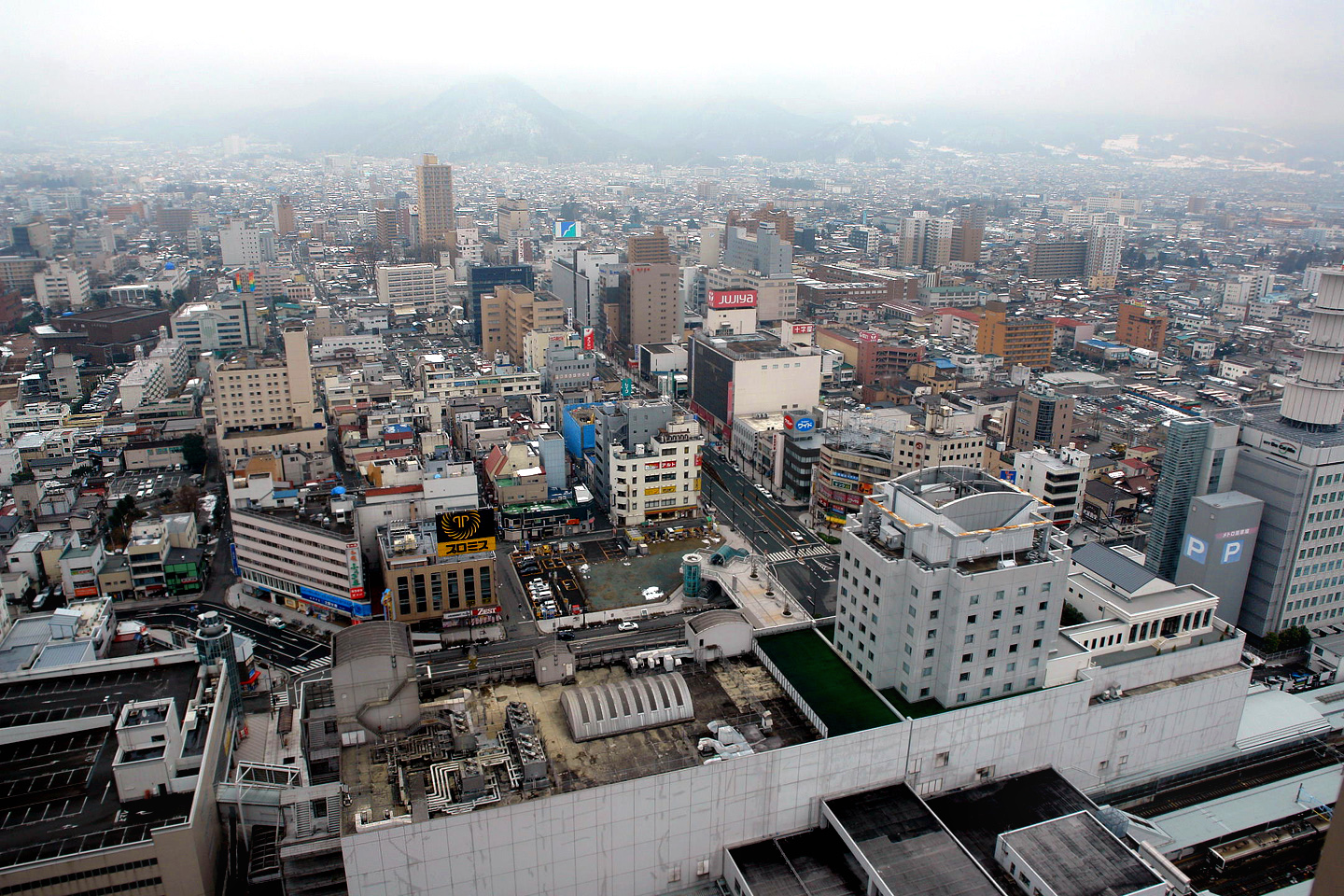
Das Stadtzentrum von Yamagata vom Kajo Central aus gesehen